# Stade Cidadela
Le Stade national de Cidadela (en portugais Estádio da Cidadela) est un stade omnisports situé dans la ville de Luanda, au sein du Complexo da Cidadela Desportiva, d'une capacité de 40 000 places.

## Histoire
Le stage est érigé en 1952.
En 2022, le stade est utilisé pour les obsèques du chanteur Nagrelha. 